# Абу Зайд аль-Балхи
Абу Зайд Ахмед ибн Сахл аль-Балхи (араб. أبو زيد أحمد بن سهل البلخي‎; 850—934) — мусульманский учёный-энциклопедист, математик, астроном, врач, наиболее известен как географ. Автор одной из самых ранних книг по мусульманской географии — «Ашкал ал-билад».
Абу Зайд аль-Балхи родился в 850 году деревне Шамастиян в окрестностях хорасанского города Балх, который тогда находился в составе Саманидского государства. Учился в Багдаде у аль-Кинди и его учеников. Позднее вернулся в Балх и прожил там до самой смерти в 934 году.
Основной труд аль-Балхи — «Ашкал ал-билад» (араб. أشكال البلاد‎ — «Виды стран»). Труд также известен под другими названиями — «Сувар ал-акалим» (араб. صور الأقاليم‎ — «Карты климатов»), «Таквим ал-булдан» (араб. تقويم البلدان‎ — «Разделение городов»). По общепринятому мнению, написан в 920—921 годах. Текст сочинения не сохранился. Существующие рукописи, в которых аль-Балхи указан в качестве автора, в действительности принадлежат его продолжателям — аль-Истахри и Ибн Хаукалю. К аль-Балхи восходит описание народов и государств Восточной Европы: славян, русов, хазар, булгар, буртас, башкир.